# Bab Borj Ennar
Bab Borj Ennar (arabe : باب برج النار) ou Bab El Kibli est l’une des portes de la médina de Sfax, aménagée à l’est de la face sud des remparts et donnant accès à Borj Ennar, un dispositif défensif fortifié occupant l’angle sud-est de l’enceinte de la médina,.
Cette porte est percée au prolongement de l’axe qui aboutit à Bab Diwan.
Étant donné la topographie légèrement accidentée du site, on accède à cette ouverture à travers un escalier qui donne sur un parking au pied des remparts, jouxtant l'avenue Ali-Belhouane.
Cette porte fait partie d’une série d’ouvertures aménagées au début du XXe siècle afin de décongestionner la médina et favoriser les échanges avec le quartier colonial de Bab El Bhar.

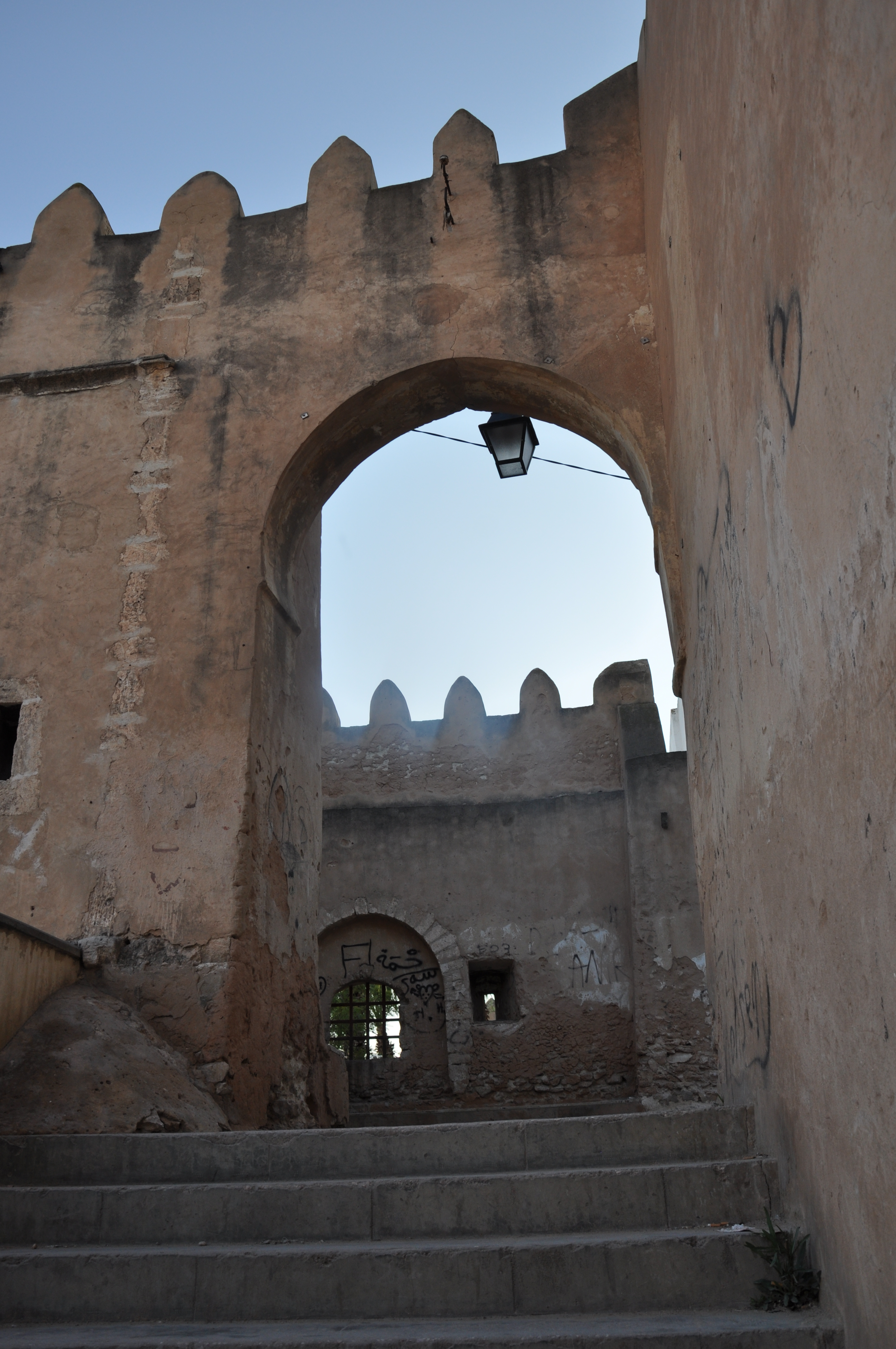
Vue de la porte.
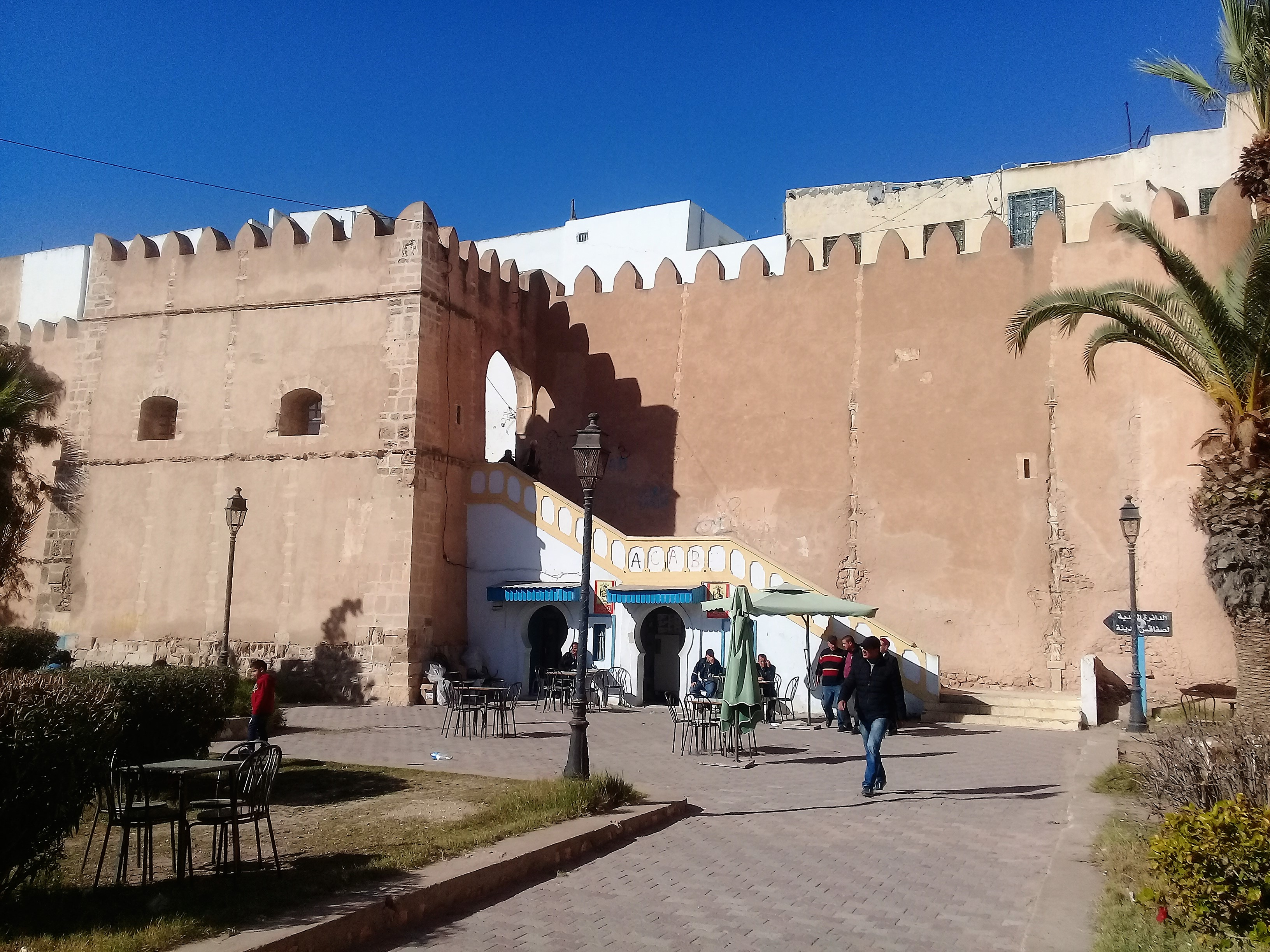
Vue de la face sud des murailles avec la porte.
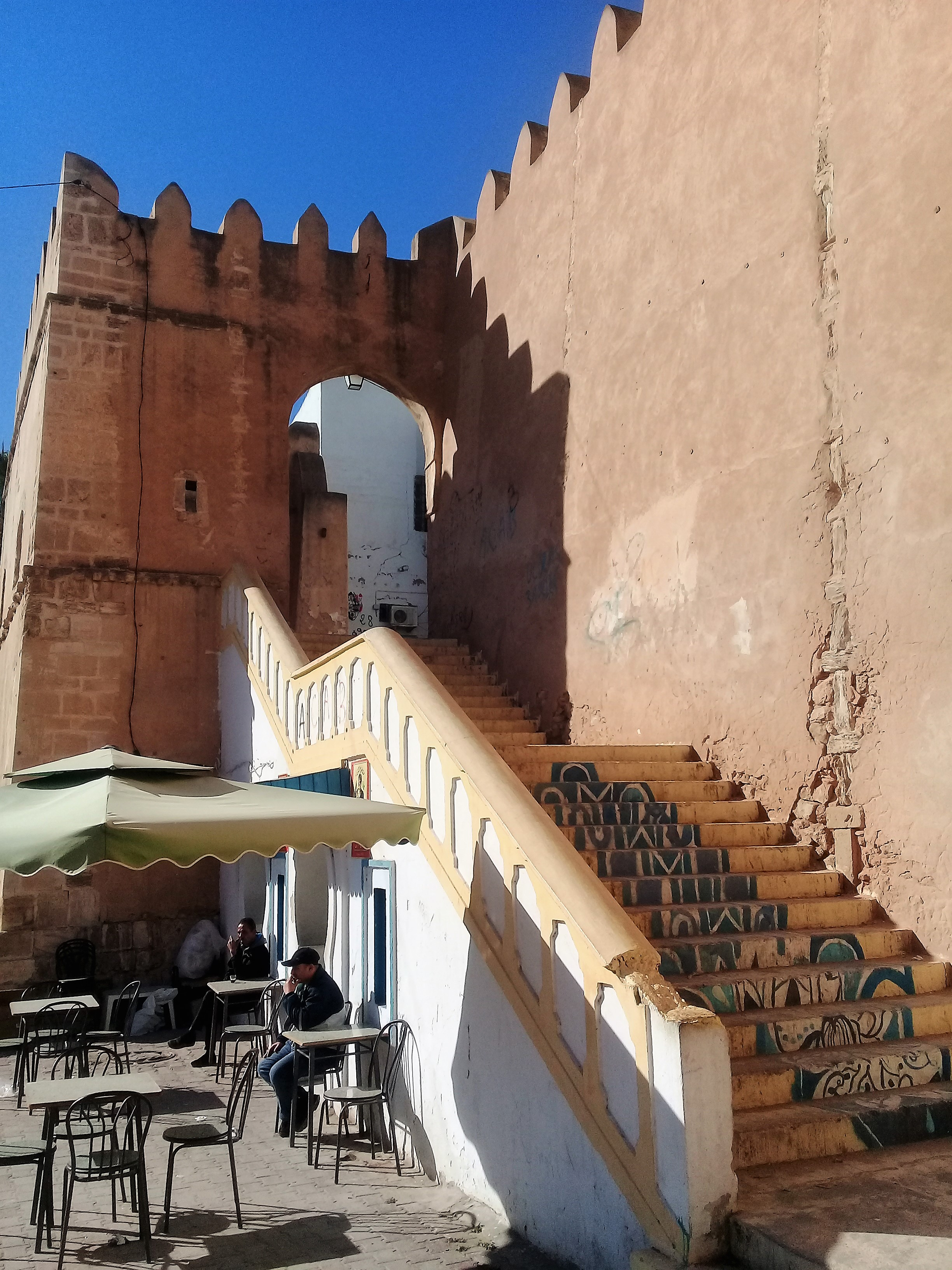
Vue des escaliers.